# Compansió

Un senyal abans (superior) i després de la compressió de la llei μ (inferior).

En telecomunicacions i processament de senyals, la compactació/compressió (ocasionalment anomenada compansió) és un mètode per mitigar els efectes perjudicials d'un canal amb un rang dinàmic limitat. El nom és un acrònim de les paraules comprimir i expandir, que són les funcions d'un compansor als extrems de transmissió i recepció, respectivament. L'ús de la compansió permet transmetre senyals amb un gran rang dinàmic per instal·lacions que tenen una capacitat de rang dinàmic més petit. La compactació s'utilitza en la telefonia i altres aplicacions d'àudio com ara micròfons sense fil professionals i gravació analògica.

## Funcionament
El rang dinàmic d'un senyal es comprimeix abans de la transmissió i s'amplia al valor original al receptor. El circuit electrònic que fa això s'anomena compansor i funciona comprimint o ampliant el rang dinàmic d'un senyal electrònic analògic, com ara el so gravat per un micròfon. Una varietat és un triplet d'amplificadors: un amplificador logarítmic, seguit d'un amplificador lineal de guany variable i un amplificador exponencial. Aquest triplet té la propietat que la seva tensió de sortida és proporcional a la tensió d'entrada elevada a una potència ajustable.
La quantificació combinada és la combinació de tres blocs de construcció funcionals, és a dir, un compressor de rang dinàmic de senyal (de domini continu), un quantitzador uniforme de rang limitat i un expansor de rang dinàmic de senyal (domini continu) que inverteix la funció del compressor. Aquest tipus de quantificació s'utilitza amb freqüència en sistemes de telefonia. A la pràctica, els compressors estan dissenyats per funcionar segons funcions de compressor de rang dinàmic relativament simples que són adequades per a la seva implementació com a circuits electrònics analògics simples. Les dues funcions de compressor més populars utilitzades per a les telecomunicacions són les funcions de llei A i llei μ.

## Aplicacions
La compansió s'utilitza en els sistemes de telefonia digital, comprimint-se abans de l'entrada a un convertidor analògic-digital i després expandint-se després d'un convertidor digital-analògic. Això equival a utilitzar un ADC no lineal com en un sistema telefònic de portadora T que implementa la llei A o la llei μ. Aquest mètode també s'utilitza en formats de fitxer digitals per obtenir una millor relació senyal-soroll (SNR) a profunditats de bits més baixes. Per exemple, un senyal PCM de 16 bits codificat linealment es pot convertir en un fitxer WAV o AU de 8 bits mantenint un SNR decent comprimint-lo abans de la transició a 8 bits i expandint després de la conversió a 16 bits. Aquesta és efectivament una forma de compressió de dades d'àudio amb pèrdues.
Els micròfons sense fil professionals ho fan ja que el rang dinàmic del senyal d'àudio del micròfon és més gran que el rang dinàmic proporcionat per la transmissió de ràdio. La compansió també redueix els nivells de soroll i diafonia al receptor. Els compressors s'utilitzen en sistemes d'àudio de concert i en alguns esquemes de reducció de soroll.